# بیسبال اکستریم
بیسبال اکستریم (به انگلیسی: Extreme Baseball) ورزشی از دسته ورزش های امن پناه می‌باشد . قوانین این ورزش براساس قوانین سنتی بیسبال است. مهم‌ترین تفاوت آن با بیسبال این است که دو تیم مقابل همزمان روبروی هم در زمین قرار می‌گیرند.